# 植物学家 (电影)
《植物学家》是一部2025年中国大陆剧情电影，由景一执导及编剧，影片以中国新疆北部边境为舞台，讲述一名性格孤僻的哈萨克族男孩在制作植物标本过程中逐渐隐入植物世界，并通过与一名汉族女孩相遇，展开跨越文化与代际的情感对话的故事。
影片在第75届柏林电影节新世代儿童单元展映，并获该单元国际评审团大奖。